# Villanova di Camposampiero
Villanova di Camposampiero är en ort och kommun i provinsen Padova i regionen Veneto i Italien. Kommunen hade 6 136 invånare (2018).